# Варламово (Харовский район)
Варламово — деревня в Харовском районе Вологодской области.
Входит в состав Харовского сельского поселения, с точки зрения административно-территориального деления — в Харовский сельсовет.
Расстояние до районного центра Харовска по автодороге — 13 км. Ближайшие населённые пункты — Синяково, Злодеиха, Горбатиха.
По переписи 2002 года население — 9 человек.